# بيل كايل
بيل كايل هو لاعب هوكي الجليد كندي، ولد في 23 ديسمبر 1924 في Dysart, Saskatchewan ‏ في كندا، وتوفي في 17 أبريل 1968.

## وصلات خارجية
- بيل كايل على موقع دوري الهوكي الوطني (الإنجليزية)
- بيل كايل على موقع EliteProspects.com (الإنجليزية)
- بيل كايل على موقع HockeyDB.com (الإنجليزية)
- بيل كايل على موقع Hockey-Reference.com (الإنجليزية)